# Ašská vrchovina
Ašská vrchovina (deutsch: Ascher Bergland) ist eine Untereinheit der etwas über das landläufig als Fichtelgebirge bezeichnete Gebiet hinausgehenden geomorphologischen Haupteinheit Smrčiny (Fichtelgebirge) nach tschechischem System.

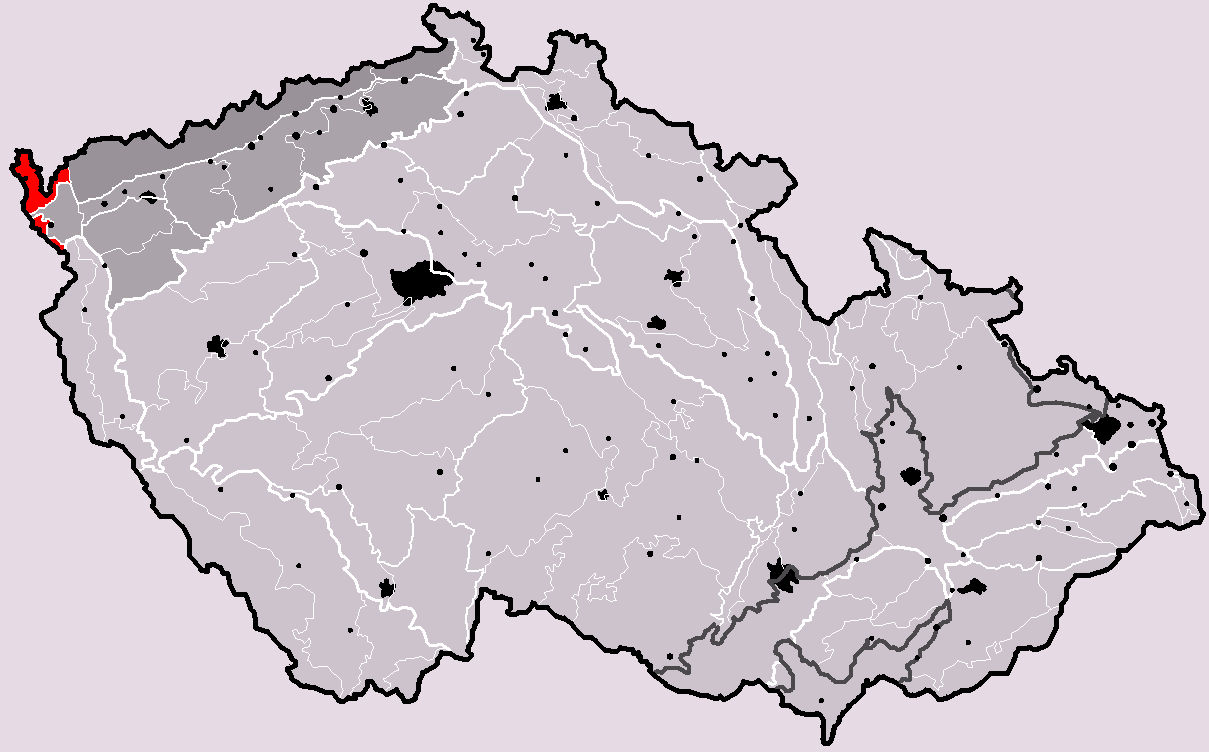
Geomorphologische Einteilung Tschechiens mit Haupteinheit Smrčiny (rot markiert)

## Lage und Ausdehnung
Ašská vrchovina liegt nördlich von Cheb an der tschechisch-deutschen Grenze und umfasst das Gebiet um Aš. Es entspricht in etwa dem tschechischen Anteil am Elstergebirge. Die höchste Erhebung ist der Háj u Aše mit 758 m. n. m an der Westabdachung des Elstergebirges.
Gegen Süden schließt sich mit der Hazlovská pahorkatina (Haslauer Hügelland) bei Cheb, das in etwa den tschechischen Anteil an der Selb-Wunsiedler Hochfläche einnimmt, eine weitere Untereinheit des Fichtelgebirges an. Südöstlich folgt das Chebská pánev (Egerbecken).
Bezirke des Ašská vrchovina sind Hájská vrchovina (Hainberger Hochland), Lubská vrchovina (Schönbacher Bergland), Studánecká vrchovina (Thonbrunner Bergland) und Hranická pahorkatina (Roßbacher Hügelland).

## Geomorphologische Klassifizierung
- System: Hercynisch
- Untersystem: Hercynisches Gebirge
- Provinz: Böhmische Masse (Česká vysočina)
- Subprovinz: Krušnohorská subprovincie (Erzgebirgs-Subprovinz)
- Gebiet: Krušnohorská hornatina
- Haupteinheit: Fichtelgebirge (Smrčiny)
- Untereinheit: Ašská vrchovina (Ascher Bergland)
- Bezirke: Hájská vrchovina, Lubská vrchovina, Studánecká vrchovina und Hranická pahorkatina